# Hlatikulu

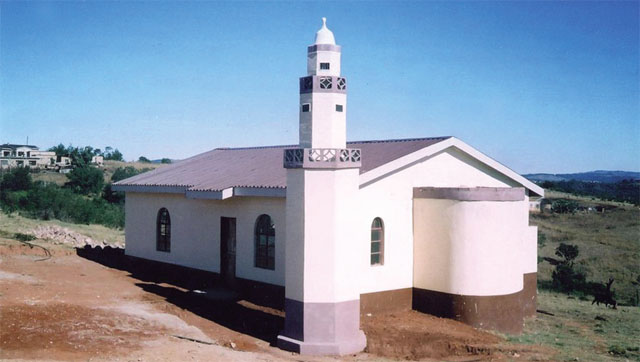
Moskén.

Hlatikulu (”Stora skogen”), även Hlatikhulu eller Hlathikhulu, är en ort i sydvästra Swaziland. Orten hör till distriktet Shiselweni.